# Ptychadena oxyrhynchus
Espèce
Synonymes
- Rana oxyrhynchus Smith, 1849
- Ixalus bistrigatus Werner, 1894
- Phrynobatrachus hailiensis Meek, 1897
- Rana gribinguiensis Angel, 1922

Statut de conservation UICN

 LC  : Préoccupation mineure
Ptychadena oxyrhynchus est une espèce d'amphibiens de la famille des Ptychadenidae.

## Répartition
Cette espèce est endémique de l'Afrique subsaharienne. Elle se rencontre jusqu'à plus de 2 000 m d'altitude en Afrique du Sud, en Angola, au Bénin, au Botswana, au Cameroun, en Côte d'Ivoire, en Gambie, au Ghana, en Guinée, en Guinée-Bissau, au Kenya, au Malawi, au Mali, au Mozambique, en Namibie, au Nigeria, en Ouganda, en République centrafricaine, en République du Congo, en République démocratique du Congo, au Sénégal, au Swaziland, en Tanzanie, au Togo, en Zambie et au Zimbabwe,.

## Description
Ptychadena oxyrhynchus mesure de 40 à 53 mm pour les mâles et de 51 à 64 mm pour les femelles.

## Publication originale
- Smith, 1849 : Illustrations of the zoology of South Africa, consisting chiefly of figures and descriptions of the objects of natural history collected during an expedition into the interior of South Africa, in the years 1834, 1835, and 1836; fitted out by "The Cape of Good Hope Association for Exploring Central Africa" : together with a summary of African zoology, and an inquiry into the geographical ranges of species in that quarter of the globe, vol. 3, no 28.